# Che ora è?
Che ora è? (Em português: Que horas são?) é um filme italiano dirigido por Ettore Scola. Sua estreia ocorreu em 1989.

## Sinopse
Michele é um jovem Napolitano, formado em letras, que em Civitavecchia, está terminando o seu período de serviço militar.  Em Civitavecchia Michele construiu um pequeno mundo de relações e relacionamentos que abraçou e acolheu seu jeito tímido, que não busca auto afirmação pessoal, visibilidade nem sucesso. Reservado Michele vive tranquilo até a chegada do seu pai.
Seu Pai é um bem sucedido advogado Romano, que depois de um longo período de tempo afastado do filho, tenta reunir-se com mesmo, de quem ele se separou com o fracasso de seu casamento. A distancia fez com que os dois (completamente diferentes) soubesse muito pouco um sobre o outro. O Pai tenta desesperadamente agradar o filho, lhe dando luxosos presentes, que nada agradam o tímido e reservado filho Michele. Daí surgem as diferenças e divergências ente Pai e Filho, que compões a trama do filme.

## Protagonistas
- Marcello Mastroianni - O Pai
- Massimo Troisi - Michele, O Filho
- Anne Parillaud - Loredana
- Renato Moretti - Sor Pietro
- Lou Castel - Pescador

## Prêmios e Indicações
Che ora è? (1989) foi indicado e conquistou alguns dos mais importantes prêmios cinematográficos da Itália.

### Festival de Veneza
- Coppa Volpi Melhor interpretação masculina (1989) - Marcello Mastroianni e Massimo Troisi
- Prêmio Pasinetti  Melhor ator (1989) - Massimo Troisi
- Prêmio OCIC (1989) - Ettore Scola

### PrêmioCiak d'oro
- Melhor ator protagonista (1990): Massimo Troisi.

### Prêmio David di Donatello
- Indicação Melhor ator protagonista (1990) - Massimo Troisi
- Indicação Melhor fotografia (1990)- Luciano Tovoli
- Indicação Melhor Músico (1990)- Armando Trovajoli

### Prêmio Nastro d'Argento
- Indicação Melhor Diretor (1990) - Ettore Scola
- Indicação Melhor Ator Protagonista  (1990) - Massimo Troisi e Marcello Mastroianni